# Озерецкий сельсовет (Глубокский район)
Озерецкий сельсовет — административная единица на территории Глубокского района Витебской области Республики Беларусь.

## География
Озёра: Муромщина и др.

## Состав
Озерецкий сельсовет включает 23 населённых пункта:
- Бурцы — деревня.
- Гаркуши — деревня.
- Гвоздово — деревня.
- Гиньки — деревня.
- Дмитровщина-2 — деревня.
- Жабинка — деревня.
- Залесье — деревня.
- Каминщина — деревня.
- Кисаревщина 1 — деревня.
- Кухты — деревня.
- Латушки — деревня.
- Мамаи — деревня.
- Марцебылино — агрогородок.
- Мушкат — деревня.
- Обруб-Березвечский — деревня.
- Озерцы — агрогородок.
- Ореховно — деревня.
- Пырщина — деревня.
- Пялевщина — деревня.
- Станули — деревня.
- Угляне — деревня.
- Хотиловщина — деревня.
- Шубники — деревня.

Упразднённые населённые пункты на территории сельсовета:
- Михайловка— деревня.